# 宽唇角盘兰
宽唇角盘兰（学名：Herminium josephi），为兰科角盘兰属下的一个植物种。